# 夢

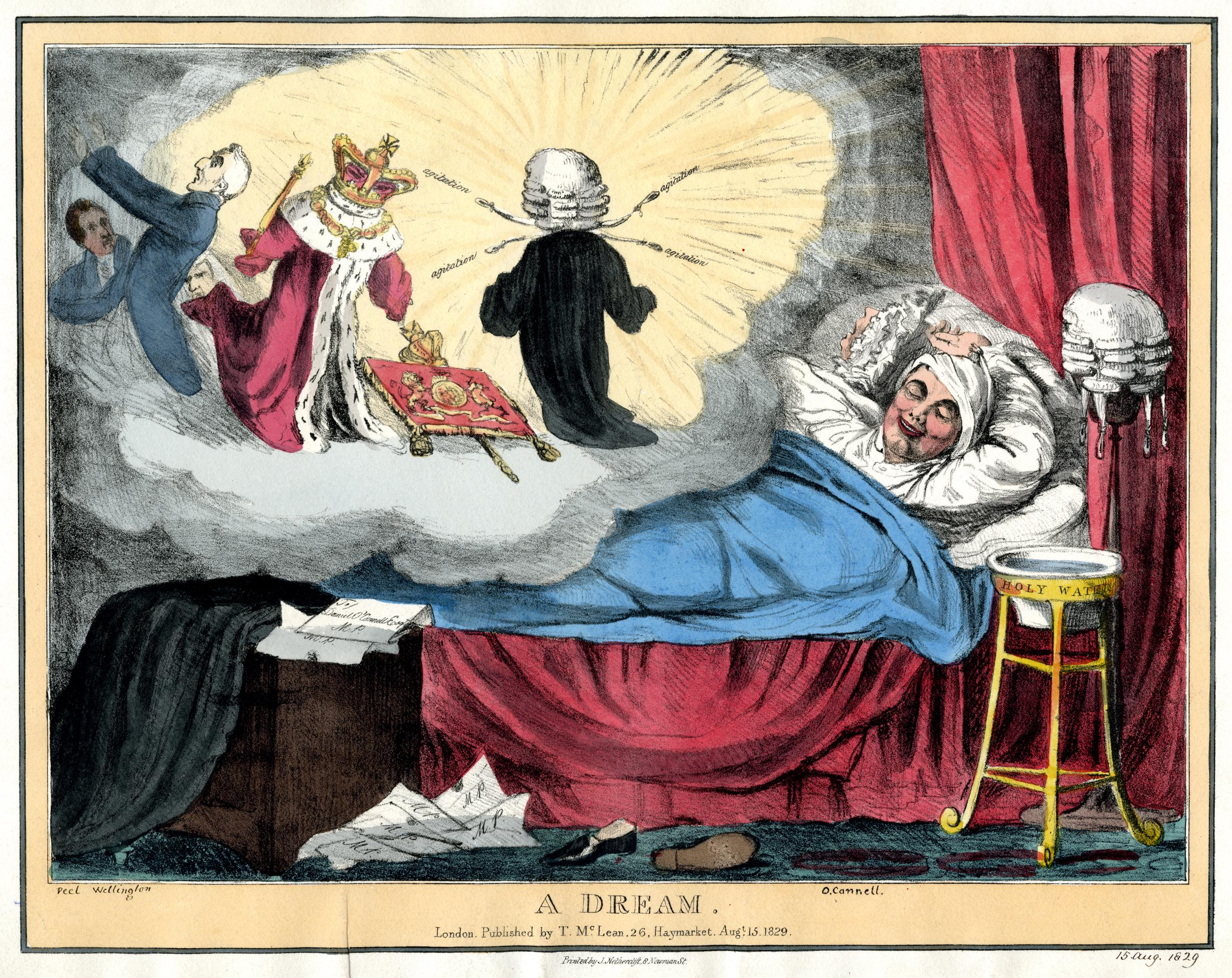
政治家ダニエル・オコンネルがジョージ4世との対決を夢見ている絵。吹き出しの中に描かれている。1829年

夢（ゆめ、英語：dream）とは、 睡眠中あたかも現実の経験であるかのように感じる、一連の観念や心像のこと。睡眠中にもつ幻覚のこと。
睡眠中の脳活動にはレム睡眠とノンレム睡眠があるが、1957年に夢は主にレム睡眠の状態にみられる現象であることが明らかになった。視覚像として現れることが多いものの、聴覚・触覚・味覚・運動感覚などを伴うこともある。通常、睡眠中はそれが夢だとは意識しておらず、目覚めた後に自分が感じていたことが夢だったと意識されるようになる。しかし、稀にではあるが自分が今見ているものが、夢であることを自覚することが出来る場合もある。
「夢とは何なのか」ということについては、「古代からある信仰者の理解」、「20世紀の心理学者の理解」、「現代の神経生理学者の理解」、それぞれ大きく異なっているので、それらを区別しつつ解説する。

## 古代から現代までの信仰と夢の理解

### 古代
未開人や古代人の間には、睡眠中に肉体から抜け出した魂が実際に経験したことがらが夢としてあらわれるのだ、という考え方は広く存在した。

### 神のお告げ
夢は神や悪魔といった超自然的存在からのお告げである、という考え方は世界中に見られる。古代ギリシアでは、夢の送り手がゼウスやアポロンだと考えられていた。『旧約聖書』でも、神のお告げとしての夢は豊富に登場する。有名なところでは、例えばアビメレクの夢のくだりなどがある。中世の神学者トマス・アクィナスは夢の原因には精神的原因、肉体的原因、外界の影響、神の啓示の4つがある、とした。

### 解釈
バビロニアにおいては夢の解釈技法が発達し、夢解釈のテキストまで作られていた。
古代の北欧でもやはり人々は夢解釈に習熟しており、ある種の夢に関しては、その解釈について一般的な意見が一致していたという。たとえば、白熊の夢は東方から嵐がやってくる予告だ、と共通の認識があったという。
ユダヤ法典には、エルサレムに12人の職業的夢解釈家がいたことが書かれている。
ネイティブアメリカンの一部の部族には、夢を霊的なお告げと捉え、朝起きると家族で見た夢の解釈をし合う習慣がある。
古代ギリシアにおいて夢は神託であり、夢の意味するものはそのままの形で夢に現れているため「解釈を必要としない」（アルテミドロス）と考えられていた。

### 夢占い
夢占い（あるいは夢判断）では、夢は見た者の将来に対する希望・願望を指すか、これから起きうる危機を知らせる信号と考えられている。また、夢でみた現象がそのまま実現する夢を予知夢と呼び、可能性がある夢を詳細に検討する場合もある。一例として、『沙石集』（巻1・9話）には、熊野の阿闍梨が地頭の娘に一目惚れして、会いに行こうとしたが、船上で寝た際、その後の13年間を夢の中で見てしまい、我に返って、修行に戻った話がある。
東洋で古来からの夢占いの解説書として用いられてきたものに真書、偽書などの諸説はあるものの、『周公解夢全書』や『神霊感応夢判断秘蔵書』（伝、安倍晴明著）などがあり、日本での夢占いの分野における参考書的存在や底本として用いられる場合がある。

### 夢に関する科学
夢をみるプロセスに関しては様々な科学者が提唱を行っており、オーストリアの精神科医ジークムント・フロイトは夢は無意識の願望が現れたものと考えた。また、DNA（デオキシリボ核酸）の二重らせん構造の発見で知られるイギリスの科学者フランシス・ハリー・コンプトン・クリックは夢は脳にとって不要な記憶を消去している過程であると考えた。1953年には急速眼球運動（rapid eye movement、REM）を伴う睡眠フェーズであるレム睡眠が発見され、夢は本格的な科学研究の対象として扱われるようになった。しかし、レム睡眠の発見後もフロイトやクリックなどの仮説の科学的立証はできておらず、夢には未だに謎が多い。
一方で主にノンレム睡眠中に生じやすい脳波のデルタ波がノンレム睡眠とレム睡眠の切り替えに作用しており、学習や記憶形成に関与していることが明らかになっている。
夢の内容を直接読み出す研究も行われている。
分析
ヒトの場合、視覚の夢96%、聴覚の夢25%、動く夢19%、味覚の夢2%、触覚に関する夢1%、嗅覚の夢0%という結果になった。別の調査では、視覚85%、聴覚69%、触覚11%、嗅覚7%であった。このように圧倒的に視覚的な夢が多いのは、ヒトが視覚に頼る生活をしているためである。そのため、先天性全盲者は視覚ではなく視覚以外の感覚を感じる夢を見る。嗅覚が発達している大脳皮質を持つ動物の場合は嗅覚の夢を見ている可能性がある。

## 心理学における夢の理解
深層心理学においては、無意識の働きを意識的に把握するための夢分析という研究分野がある。
夢分析の古典としてはジークムント・フロイトの研究、あるいはカール・ユングの研究が広く知られている。そこでは夢の中の事物は、何かを象徴するものとして位置づけられている。これらは神経症の治療という臨床的立場から発展しており、夢分析は心理的側面からの神経症の治療を目的とした精神分析のための手法の一つである。
フロイトは『夢判断』で、人が体験する夢を manifest dream（顕在夢）と呼び、それは無意識的に抑圧された幼児期由来の願望と、この願望と結びついた昼間の体験の残滓からなる夢のlatent thought（潜在思考）が、検閲を受けつつdream work（夢の仕事）によって加工され歪曲されて現れたものだ、とした。
ただし、フロイトによる夢分析に限ると、性的な事象に紐付けられた説明があまりに多く、そのまま現代人や日本人に適用するのは無理がある、とする説も多い（例えば、銃が男性器を、果実が女性器を、動物が性欲や性行為を象徴するなどとされたりした。これには、当時の禁欲的な世相が反映されているとする説や、フロイト自身が抑圧された性的願望を抱いていたために偏った解釈をしているとみる説が多い）。
フロイト学派のエーリヒ・フロムは、象徴というのは人類がかつて使っていた言語だが現代人はそれを忘れてしまっているのであって、夢というのはその象徴という言語で語られる無意識の経験であるとし、象徴の解釈によりその真の意味を理解することが可能だとする。
カール・ユングは、夢は、意識的な洞察よりもすぐれた智慧をあらわす能力があるとし、夢は基本的に宗教的な現象だとした。ユングによると、人間の無意識のさらに深い領域には全人類に共有されている集合的無意識があり、古代から継承されたアーキタイプ（元型）が宗教・神話・夢といった象徴の形で現れるとされる。
ユング研究家の河合俊雄は夢の「ストーリー性」を重視し、ストーリーの変化は心の変化であり、夢分析で重要視されるとしている。例えば同じテーマの夢を繰り返し見る「反復夢」では、ストーリーが月日の経過とともに変化していくが、「怖い夢」でも何度も反復してみるうちに、恐怖の対象が自分に対して実害がないことが分かり、それを楽しむことができるようにすらなる。こうした変化で心理的な症状も変わってくることがあり、繰り返し見る夢がどう変わっていくか、心理療法における「夢分析」ではこの部分が大きな意味を持つとしている。もう一つのポイントは「象徴性」で、例えば白蛇は普通の蛇よりも象徴性が高く特別な夢だが、スピリチュアルな意味や、癒やしの意味がある可能性がある。また、夢には逆説的な意味があり、例えば自分が死ぬ夢では、実際に死ぬことはなく、むしろ自分が大きく変わる、よい意味の可能性がある。悪夢は一般によい夢であり、発達障害の患者では、楽しい夢しか見ない人は比較的多い。しかし、治療が進むにつれ、怖い夢や、宿題をし忘れる夢などを見始め、しっかりした意識が形成されてくる。すなわちネガティブな夢を見るということは、課題を持ち、解消しようとしていることを意味する。さらには正夢についても言及し、宝くじが当たるなどの大成功する夢を見たら、好機と捉えて行動するのもよいとしている。ただし夢には多少の誤差があり、宝くじが株であったりするという。夢は多義的であり、一義的な解釈をすべきでないとも発言している。
現在では夢分析も改良され、広く現代人の実情を考慮した分析が多い。自分で自分の夢分析をするためのガイドブックや事典なども出版されており、何がしらの自己分析・自己発見の役に立つことも多いようである。

## 神経生理学における夢の理解

### 夢の意義
睡眠中には脳が、過去に見聞きした情報をジャンルごとに整理する。ジャンルは例えば「小学校時代」、「大学時代」、「友達」、「家族」、「恋愛」、「仕事」などに分けられ、ジャンル分けされた記憶の倉庫から引き出したり、まとめたりの作業を脳が睡眠中に行っているが、その過程を脳内で再生している状態が夢だと言われている。いわば、自分だけが見ることのできる、「個人的なドキュメンタリー映画」のようなものである。従って、睡眠環境から取り込まれた刺激以外は、体験したことや実際に目にしたものが断片的に組み合わされ、脳内でストーリー化してゆく。ただし、子供はテレビ、絵本、漫画などの外部刺激に夢の内容が左右されやすく、実体験以外の映像や想像などの要素でも、それらが組み合わさり夢になることがある。夢の内容は、最近の夢に関する調査の際の頻出語から、高齢者では、「旅行」、「仕事」、「トイレ」、「母」などが多く、大学生では、「友達」、「遊ぶ」、「サークル」、高校生は「友達」、「学校」、「クラス」、「部活動」など、どの年代を通しても生活上、密接に関わっている言葉が多く確認されている。この結果から、自我の確立する高校生以上の年代では、日常の実体験を元により日常に近い内容で夢が構成されているといえる。

### 夢の生成メカニズム
現代の神経生理学的研究では、「夢というのは、主としてレム睡眠の時に出現するとされる。睡眠中は感覚遮断に近い状態でありながら、大脳皮質や（記憶に関係のある）辺縁系の活動水準が覚醒時にほぼ近い水準にあるために、外的あるいは内的な刺激と関連する興奮によって脳の記憶貯蔵庫から過去の記憶映像が再生されつつ、記憶映像に合致する夢のストーリーをつくってゆく」と考えられている。
入眠時に図形や模様、人の顔などのビジョンや、音楽や話し声などが不随意に発生する現象がある。これらの不随意な心象現象は「入眠時幻覚」と呼ばれ、厳密には夢とは別のものとして扱われる。上述のように夢には連続性やストーリー、夢を見る人の視点が備わっているが、入眠時幻覚は概ね感覚的で個人の経験とはかけ離れており、両者の生成プロセスは異なると考えられている。

### 睡眠時に起こる外的現象
睡眠時は本来ならば何も感じていないと考えられる大脳が覚醒時と同様な活動状態を示す脳波になる。時にはその活動に刺激されて反射運動がみられる場合がある。この反射運動には、寝ている状態で手足を動かす、声を発する（つまりは寝言）などある。寝言の中には歌を歌いだすという報告もある。
反射行動の中には日常生活では見られない行動、奇異であり不思議な行動が見受けられる。フロイトの報告によれば、普段聞きなれているのだが、発音できなかった（もしくは上手でない）外国語を突然、流暢に喋りだすという事例がある。また、睡眠中に突然起き上がり歩き回るが覚醒時にはその記憶が残っていないなど、その行動が顕著な場合に夢遊病と呼ぶことがある。

### 夢のメカニズム
メカニズムについては不明確な部分が多く、研究対象となっている。
例えば、夢は浅い眠りに陥るレム睡眠中に見るとされ、一般的にはノンレム睡眠時は発現されないと考えられていた。しかし、ノンレム睡眠時にも夢を見ると考える研究者も多く、そうした研究も続けられている。
夢を見る理由については現在のところ不明である。夢を見るのは生まれる前の段階で視覚野の機能をテストしていたことの名残であって生まれた時には役目を終えているという見方をするエルンスト・ペッペルのような神経科学者もいる。

### 夢の知覚
夢は、人によってさまざまであり、同一の人でも知覚する現象が千差万別である。尿意が夢に反映されやすいのは良く知られており、排泄に関わる夢を見て目が覚めたら、膀胱が限界に近かったという事例は非常にありふれている。夢の知覚には、性別や年齢によって傾向があるといわれる。夢では視覚だけではなく、聴覚・触覚・味覚・嗅覚においても何らかの刺激を感じるといった報告がある。上記の通り、どの感覚においても、人によってさまざまであり、同一の人でも時には感じないこともある。

### 夢の中での痛覚
夢の中では痛みを感じないと思われがちだが、夢の中でも痛みを感じることがある。睡眠中に外部から刺激を受けた時や、病気や怪我をしている時などに痛みを感じることがある。また、何の刺激も受けていないにもかかわらず、夢の中で痛みを感じることがある、その場合は過去に体験した痛みから夢の中でも同様に痛みを感じると考えられる。

## 覚醒や意識レベルと夢との関係
寝ながら見る夢では、その人の普段は抑圧されて意識していない願望などが如実に現れるケースも多いとされる。ただ、それらは誇張されていることも多く、結果的に現実としては不可解な現象で表現されることが多い。
また、普段の生活から興味がある現象について夢を見やすいといわれている。具体的には色に興味がある人は色が付いた夢を見る、などである。
覚醒時に考えていた（悩んでいた）事が影響するケースも多く、考えていたテーマに新しい着想を夢の中より得た事例もある。ブラム・ストーカーは、カニを食べ過ぎて悪夢を見て、これを元に恐怖小説『吸血鬼ドラキュラ』を書き上げている。この他にも、重要な発見や発明、芸術作品など、夢で得たイメージを元としている事例は多い。

### 明晰夢
通常、夢を見ているときには自分で夢を見ていると自覚できないことがほとんどであり、覚醒するまでは夢であることが分からない。これに対し、夢の中でも自覚している現象を明晰夢と呼び、その場合には夢の内容をコントロールすることも可能であると言われる。このため、望むままに夢が変化することも多いため（現実ではないが）願望を叶えることができるとされる。

### 白昼夢
白昼夢（白日夢）とも呼ばれる。目覚めていながら夢を見ているかのように現実から離れて何かを考えている状態をいう。空想や妄想と同様、夢を見ている自分を自覚できること、夢の内容を自分でコントロールすることができるという点で、通常の夢とは異なる。

## 夢に関する文化
- 1月1日の夜から2日の朝にかけて見る夢または、2日から3日の朝にかけて見る夢を初夢という。
- 寝言に返事をしてはいけないという俗信がある。答えてしまうとその人は目を覚まさないといわれている。[要出典]
- 夢日記 - 寝ている時に見た夢を記録した日記

### 民俗
ギリシアの医療施設アスクレペイオンでは、夢を見ることが治療の一環であった。
仏教では、夢の中で警告などが行われた。また、古代中国などで占夢として、夢から啓示を受ける試みがなされた。
夢魔やメア、獏など夢に関連する空想上の存在は数多い。

### 夢からの発見
- 化学者のドミトリ・メンデレーエフは、夢の中で周期律表のヒントを得て完成させた[27]。
- 化学者アウグスト・ケクレは、夢の中で蛇がしっぽを咥えて回る夢をヒントにベンゼン環を発見した[27]。
- 発明家エリアス・ハウは、夢をヒントにミシンを発明したとされる[28]。

## 夢を主たるテーマにした作品
文学作品
- 胡蝶の夢 - 中国の思想家である荘子は、夢の中で蝶となっていた。起きた荘子は、自分が蝶の夢なのか、蝶であったのが夢であったのか考えを巡らせた。

学術
- 『夢判断』 ‐ 精神科医ジークムント・フロイトが行った夢の分析。